# Ключи (Бийский район)
Ключи — село в Бийском районе Алтайского края России. Входит в состав Усятского сельсовета.

## История
Село Ключи было основано в 1836 году. В 1928 году в селе функционировала школа, имелось 225 хозяйств и проживало 1348 человек. В административном отношении село являлось центром сельсовета Сростинского района Бийского округа Сибирского края.

## География
Село находится в восточной части Алтайского края, на левом берегу реки Бия, на расстоянии примерно 15 километров (по прямой) к востоку-северо-востоку (ENE) от города Бийск, административного центра района. Абсолютная высота — 175 метров над уровнем моря.
Климат умеренный, континентальный. Самый холодный месяц — январь (до −54 °C), самый тёплый — июль (до +39 °C). Годовое количество осадков составляет 450—500 мм.

## Население
| 1997 | 1998 | 1999 | 2000 | 2001 | 2002 | 2003 |
| ---- | ---- | ---- | ---- | ---- | ---- | ---- |
| 375  | ↘365 | ↘251 | ↗358 | ↘350 | ↘333 | ↗340 |
| 2004 | 2005 | 2006 | 2007 | 2008 | 2009 | 2010 |
| ↗353 | ↘346 | ↗355 | ↘348 | ↗362 | ↘341 | ↘325 |
| 2011 | 2012 | 2013 |      |      |      |      |
| ↗327 | ↘270 | ↘227 |      |      |      |      |

Согласно результатам переписи 2002 года, в национальной структуре населения русские составляли 95 %.

## Инфраструктура
В селе функционируют фельдшерско-акушерский пункт, сельский клуб и отделение Почты России.

## Улицы
Уличная сеть села состоит из 16 улиц и 14 переулков.